# Hugo ten Hövel
Hugo ten Hövel (* 27. November 1890 in Wesel; † 6. Januar 1953 in Köln) war ein deutscher Politiker.

## Leben
Ten Hövel war zwischen 1920 und 1929 der zweite und letzte Bürgermeister der bis dahin selbständigen Gemeinde Heisingen. Nachdem er sich gegen eine Weiterbeschäftigung bei der Stadt Essen nach der Eingemeindung von Heisingen 1929 entschieden hatte, wurde er Bürgermeister der Gemeinde Liblar, heute östlicher Stadtteil von Erftstadt. Im Januar 1933 traf er Maßnahmen, um Einfluss der Nationalsozialisten auf die Verwaltung zu verhindern, weshalb er sich einem Verfahren der Kreisleitung der NSDAP in Euskirchen ausgesetzt sah. Zum 1. Mai 1933 trat er in die NSDAP ein (Mitgliedsnummer 3.503.535) und konnte das Bürgermeisteramt bis 1945 behalten. Eine weitere Karriere in der Verwaltung lehnten der Landrat in Euskirchen und die britischen Militärregierung ab.
Nach ihm ist der Ten-Hövel-Weg in Essen-Heisingen benannt.